# Хорошки
Хоро́шки — белорусский государственный академический заслуженный хореографический ансамбль.

## История
История ансамбля началась в 1974 году.
За 30 лет коллектив успешно гастролировал в таких странах, как Дания, Бельгия, Франция, Швейцария, Великобритания, Финляндия, Испания, Италия, Япония, Китай, Америка, Сирия, Ливия, Иордания.

## Награды и премии
За несколько последних лет:
- специальный приз VI Международного фольклорного фестиваля в Кальтавутуро (Италия, 2003)
- специальный приз и диплом XV Всемирного фольклорного фестиваля (Франция, 2004)
- Диплом 21-го Международного фольклорного фестиваля (Бельгия, 2004)
- Грамота и Корона на 24-м Международном фестивале «Святыни фольклора» (Франция, 2005)
- специальный приз и диплом XVI Международного фестиваля искусств «Славянский базар» (Беларусь 2007)
- 2009 год — Диплом Государственной думы Российской Федерации «Лучший проект России 2008 года»

## Репертуар
Более 10-ти театрализованных программ:
- «Туровская легенда»
- «Полоцкая тетрадь»
- «Пилигримы»
- «Прощай, xx век!»[2]
- «Вяселле цярэшкі»
- «Добры вечар, госці!»
- «Беларусы» («Времена года») — возрождает национальные обряды и календарные праздники республики[1]
- «Гуканне вясны»
- «Зимачка»

## Состав
Балетная труппа ансамбля — 60 человек.
Выступление труппы — в сопровождении оркестра и вокальной группы с разноплановыми концертными программами (преимущественно живой звук) — 18 человек

## Руководство
Художественный руководитель — лауреат Государственной премии Республики Беларусь народная артистка Беларуси — Валентина Гаевая
Администраторы: Павел Журавлёв, Валентина Можаровская
Директор — Курда В. В.

## Награды и премии
- премия Ленинского комсомола (1982) — за большую работу по эстетическому воспитанию молодёжи и высокое исполнительское мастерство
- Почётная грамота Совета Министров Республики Беларусь (17 января 2024 года) — за многолетнюю плодотворную творческую деятельность, значительный вклад в развитие и популяризацию белорусского хореографического искусства[3]